# Eifelklinik St. Brigida
Die  Eifelklinik St. Brigida ist ein Krankenhaus in privater Trägerschaft in Simmerath in der nordrhein-westfälischen Städteregion Aachen.

## Geschichte
Im Jahre 1909 wurde im alten Simmerather Pfarrhaus ein provisorisches Krankenhaus auf Initiative des damaligen Landrats des Kreises Monschau als erstes Krankenhaus für die elf Gemeinden des Bezirkes eingerichtet. Hier arbeiteten zunächst vier Ordensschwestern der Cellitinnen zur hl. Elisabeth. Benannt wurde das Krankenhaus nach der irischen Heiligen Brigida von Kildare. 1913 folgte als Neubau das St.-Brigida-Krankenhaus mit 40 Betten, das 1927 in den Besitz der Cellitinnen überging.
1962 wurden hier von Günter Stüttgen mehrere in Lammersdorf an Pocken erkrankte Personen behandelt. Nach mehrfachem Ausbau stieg die Bettenzahl 1977 auf ein Maximum von 224 Betten. Im Januar 1997 übergaben die Cellitinnen das Krankenhaus an die Malteser Deutschland gGmbH. Das Krankenhaus hieß nun Malteser-Krankenhaus St. Brigida.
Nachdem das Krankenhaus in finanzielle Schwierigkeiten gekommen war, verkauften die Malteser es im August 2010 an die private Artemed. Das Erzbistum Köln knüpfte den Verkauf des Krankenhauses an einen privaten Träger an die Bedingung, dass dort auch künftig keine Empfängnis-verhütenden Maßnahmen (z. B. Spirale, Pille danach) verordnet und keine Abtreibungen vorgenommen würden. Die ebenfalls an der Übernahme des Krankenhauses interessierte Städteregion Aachen wollte diese Bedingungen nicht akzeptieren. Nach der Übernahme durch Artemed erfolgte die Umbenennung in Eifelklinik St. Brigida.
Entgegen ersten Befürchtungen der weiteren Konsolidierung investierte Artemed eine achtstellige Summe in das Krankenhaus und konnte erfolgreich einen Strukturwandel erreichen. So setzte die Klinikleitung neben einer Grund- und Regelversorgung der Eifeler Bevölkerung auch auf Spezialisierungen durch das Anwerben renommierter Chef- und Oberärzte. Heute hat vor allem das Zentrum für periphere Venen einen überregionalen Ruf, und das Zentrum für orthopädische Chirurgie ist inzwischen der größte Anbieter für künstliche Gelenke und Wirbelsäulenoperationen in der gesamten Städteregion Aachen.

## Struktur
Die Fachbereiche umfassen neben ambulanten Leistungen Innere Medizin, Chirurgie, Orthopädie, Wirbelsäulenchirurgie, Unfallchirurgie, Gynäkologie, Geburtshilfe, Anästhesie, Intensivmedizin und Physiotherapie. Das Krankenhaus verfügt des Weiteren über eine Krankenpflegeschule.
Die Eifelklinik St. Brigida ist mit 125 Betten im nordrhein-westfälischen Krankenhausplan aufgenommen. Im Jahr 2010 arbeiteten im Haus 21 Ärzte.